# Reagill
Reagill is een gehucht in het bestuurlijke gebied Eden, in het Engelse graafschap Cumbria. Het maakt deel uit van de civil parish Crosby Ravensworth. Reagill is in de twaalfde eeuw gesticht in ontgonnen gebied op de Engelse grens met Schotland. Het statige huis 'Reagill Grange', dat eind zestiende eeuw werd gebouwd, heeft een vermelding op de Britse monumentenlijst.